# الجامعة الاتحادية في ريو غراندي دو نورتي
الجامعة الفيدرالية في ريو غراندي دو نورتي (بالبرتغالية: Universidade Federal do Rio Grande do Norte‏) وتُختصر إلى UFRN هي جامعة برازيلية عامة تمولها الحكومة الفيدرالية البرازيلية، وتقع في مدينة ناتال عاصمة ولاية ريو غراندي دو نورتي في البرازيل.
تأسست رسميًا في 18 ديسمبر 1960 وتضم 60 قسمًا تقدم أكثر من 70 دورة جامعية مختلفة بالإضافة إلى عدد من برامج الدراسات العليا.
الجامعة الاتحادية في ريو غراندي دو نورتي هي الجامعة الأعلى تصنيفًا في ولاية ريو غراندي دو نورتي، وهي أفضل جامعة في المنطقة الشمالية والشمالية الشرقية وواحدة من أفضل الجامعات في البلاد وفقًا لجداول الدوري لعام 2012.

## التاريخ

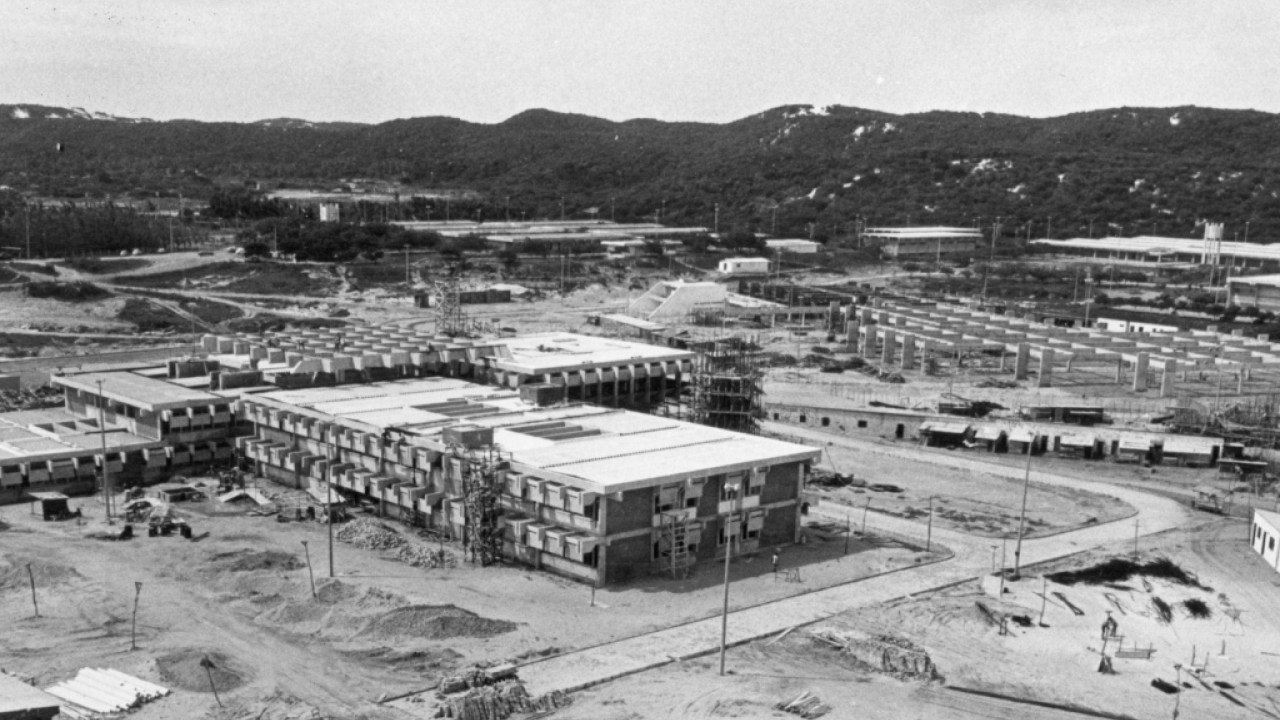
الحرم المركزي في ناتال قيد الإنشاء

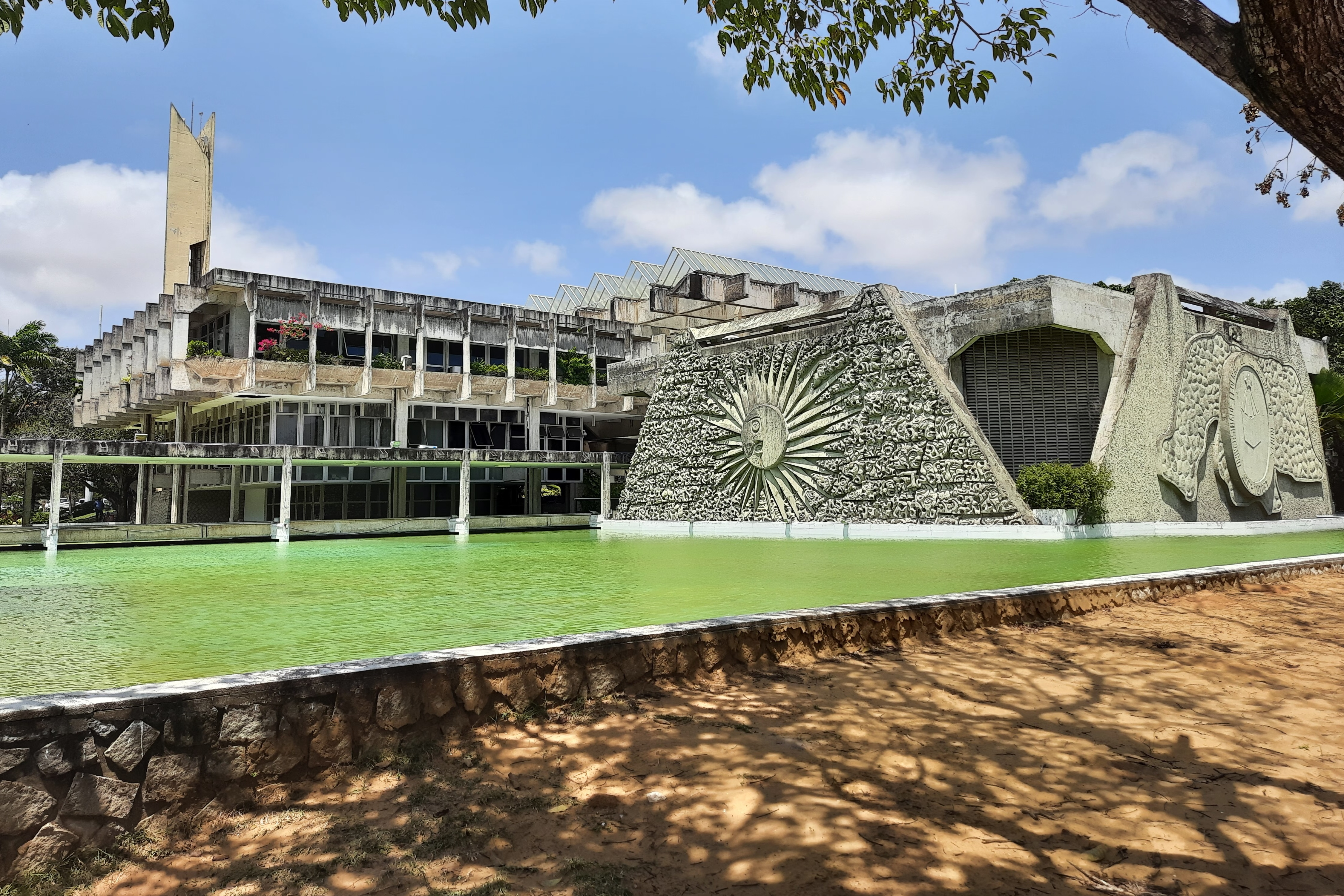
المبنى الإداري الرئيسي في الحرم الجامعي ناتال.

نشأت الجامعة الفيدرالية في ريو غراندي دو نورتي من جامعة ريو غراندي دو نورتي التي تم إنشاؤها في 25 يونيو 1958 من خلال قانون الولاية، وتم اعتمادها فيدرالية في 18 ديسمبر 1960. تم إنشاء جامعة ريو غراندي دو نورتي في جلسة رسمية عقدت في تياترو ألبرتو مارانهاو في 21 مارس 1959 من كليات ومدارس التعليم العالي الموجودة بالفعل في ناتال، مثل كلية الصيدلة وطب الأسنان؛ كلية القانون؛ كلية الطب؛ كلية الهندسة.
منذ عام 1968 مع إصلاح الجامعة، مرت الجامعة بعملية إعادة تنظيم تمثل نهاية الكليات وتوحيد الهيكل الحالي، أي تجميع العديد من الأقسام التي وفقًا لطبيعة الدورات والتخصصات تم تنظيمها. في المراكز الأكاديمية.
في السبعينات بدأ بناء الحرم المركزي على مساحة 123 هكتارًا. يضم الحرم الجامعي حاليًا مجمعًا معماريًا جريئًا محاطًا بطريق دائري يدمجه مع النسيج الحضري لمدينة ناتال.
تم تعديل هيكل الجامعة مرة أخرى عن طريق مرسوم 1974 (رقم 74211)، الذي شكل أيضًا مجلس الجامعة (CONSUNI) ومجلس التدريس والبحث والإرشاد (CONSEPE) ومجلس الأمناء ( كونكورا).
أدى إصلاح النظام الأساسي للجامعة الذي تم الانتهاء منه في عام 1996 إلى إنشاء الهيكل المعمول به اليوم في الجامعة، إضافة إلى المجالس الحالية لمجلس الإدارة (CONSAD) وإنشاء -في الهيكل الأكاديمي- الوحدات الأكاديمية المتخصصة ومراكز الدراسات متعددة التخصصات. بالإضافة إلى الفصول والمختبرات والمكتبات المختلفة يوجد بالحرم المركزي مركز مجتمعي به مطعم وفروع مصرفية ومحلات لبيع الكتب ومعرض فني ومكتب بريد.
عادة ما تقام أحداث الجامعة الرئيسية في Praça Cívica، وهي مصممة على شكل مدرج كبير في الهواء الطلق، حيث تقام أيضًا عروض رائعة. للأحداث والممارسات الرياضية، يحتوي الحرم الجامعي على متنزه متعدد الرياضات، مع صالة للألعاب الرياضية الأولمبية، وملعب لكرة القدم، ومضمار لألعاب القوى، وحمامات أولمبية.
تقدم الجامعة حاليًا، بين دورات البكالوريوس والدراسات العليا، أكثر من 200 فرصة تدريب. يتكون مجتمعها الأكاديمي من أكثر من 43000 طالب وحوالي 5500 موظف حكومي، بما في ذلك المعلمين التقنيين والإداريين والدائمين، بالإضافة إلى الأساتذة البدلاء والزائرين.

## مركز سيريس

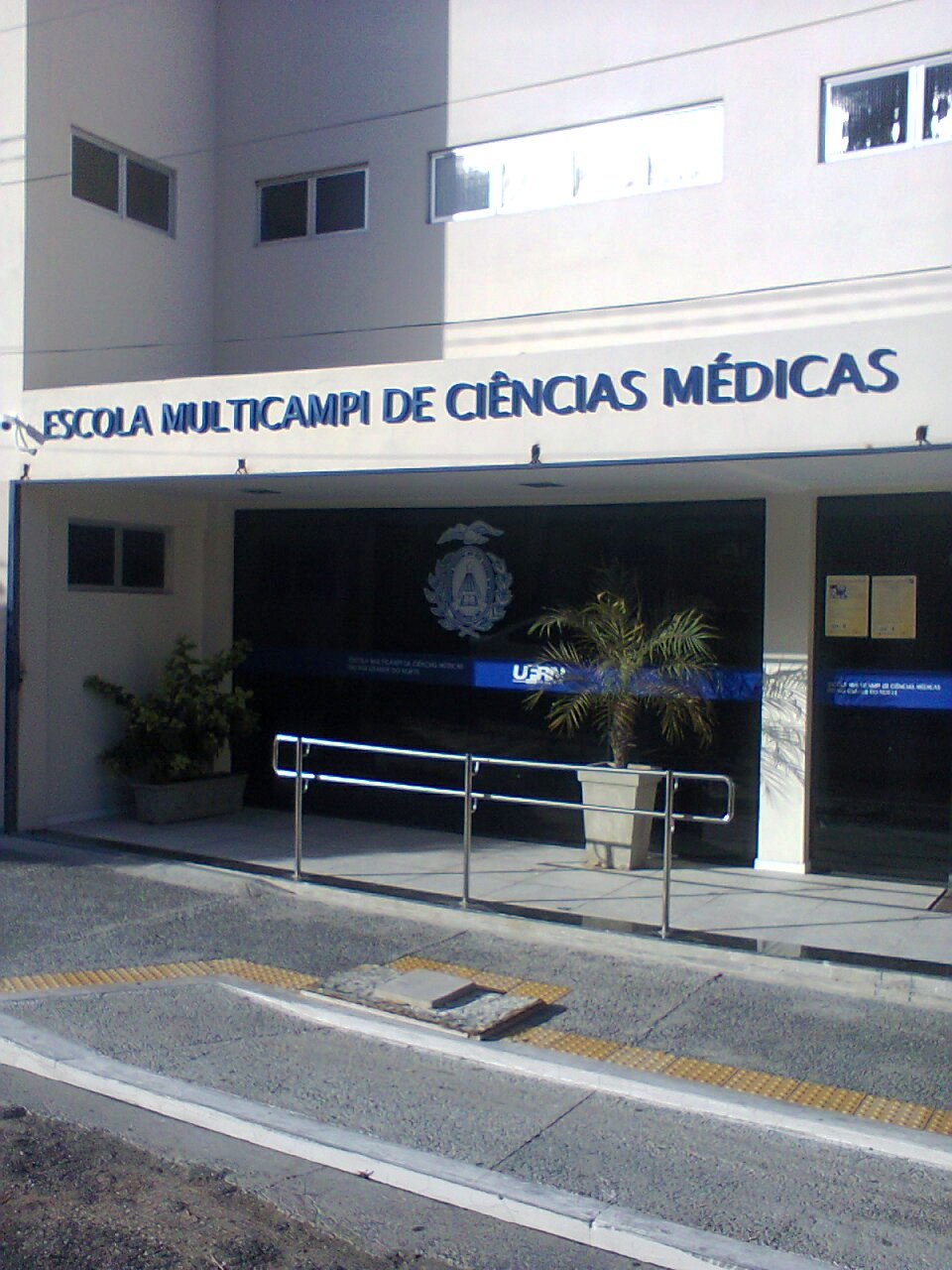
مدخل كلية ملتيكامبي للعلوم الطبية في حرم كايكو

تم تشكيل مركز سيريدو للتعليم العالي التابع للجامعة الفيدرالية في ريو غراندي دو نورتي من قبل حرم جامعتي كايكو وكورايس نوفوس. يتكون هيكلها الأكاديمي من ثمانية أقسام تقدم ثلاثة عشر دورة جامعية في الحرم الجامعي ودورتان ماجستير - الماجستير المهني في الآداب (PROFLETRAS) والماجستير المهني في الجغرافيا (GEOPROF).
في كايكو، الأقسام الأكاديمية هي: قسم القانون، قسم التعليم، قسم التاريخ، قسم الجغرافيا، قسم العلوم الدقيقة والتطبيقية وقسم الحوسبة والتكنولوجيا. في كورايس نوفوس (Currais Novos)، يعمل قسم العلوم الاجتماعية والإنسانية وقسم الآداب.
الدورات الجامعية في طريقة المواجهة هي: في كايكو، درجات في الجغرافيا والتاريخ والرياضيات وعلم أصول التدريس، وفي كورايس نوفوس الأدب والأدب الإسباني والأدب البرتغالي. في نطاق درجة البكالوريوس، للجامعة 07 دورات، منها 05 في كايكو: المحاسبة والقانون والجغرافيا والتاريخ وأنظمة المعلومات و02 في كورايس نوفوس: الإدارة والسياحة.
لدى مركز سيريدو أيضًا مراكز دعم من أمانة التعليم عن بعد (SEDIS) تقدم دورات التعلم عن بعد. هناك 17 دورة جامعية، منها 08 في كايكو و09 في كورايس نوفوس. وهكذا، في حرم كايكو، توجد درجات علمية في العلوم البيولوجية والتربية البدنية والجغرافيا والأدب وعلم التربية والكيمياء ودرجات البكالوريوس في الإدارة وتقني في الإدارة العامة. يوجد في حرم كورايس نوفوس درجات علمية في العلوم البيولوجية والتربية البدنية والفيزياء والأدب والرياضيات وعلم التربية والكيمياء ودرجات البكالوريوس في الإدارة العامة وتقني في الإدارة العامة.

### كلية ملتيكامبي للعلوم الطبية
تتمثل مهمة كلية ملتيكامبي للعلوم الطبية في ريو غراندي دو نورتي في تعزيز التدريب الطبي المتميز بدعم من الالتزام الاجتماعي للمساهمة في ابتكار الخدمات الصحية والتحسين التدريجي لنوعية حياة السكان. يقترح تدريب أطباء مدرجين في الشبكة الصحية بريف الدولة مرتبطين بالواقع الاجتماعي للسكان وقادرين على الجمع بين التدريب التقني العلمي المؤهل والمواقف الأخلاقية الإنسانية التي تمكنهم من العمل بروح الفريق وإيجابية. تؤثر على الواقع الحالي. تسعى الدورة إلى تدريب المهنيين المناسبين للعمل بفعالية في مجال العمل لا سيما في السياق الريفي وخارج المراكز الحضرية الكبيرة، وتقييم الاحتياجات الصحية لسكاننا وقيمتهم الأخلاقية والثقافية.

## كلية الزراعة والتكنولوجيا في جوندياي
تم إنشاء الكلية بموجب القانون رقم 202 الصادر في كانون الأول (ديسمبر) 1949، وهي تقع على بعد، 3 كم من بلدية ماكايب، و25 كيلو متر من عاصمة الولاية ناتال.
تم تحويل Escola Prática de Agriturismo إلى "Escola Agrotécnica de Jundiaí"، بموجب الاتفاقية الموقعة بين ولاية ريو غراندي دو نورتي ووزارة الزراعة، في 9 أبريل 1954، وهي تابعة لوزارة التعليم الزراعي والبيطري في تلك الوزارة.
بموجب المرسوم رقم 61,162، الصادر في 16 أغسطس 1967، تم دمجها في الجامعة الفيدرالية في ريو غراندي دو نورتي، وأعيدت تسميتها لاحقًا كوليجيو أجريكولا دي جوندياي - CAJ.
يهدف نقل المدرسة إلى الجامعة، من بين أهداف أخرى، إلى تنفيذ دورة الهندسة الزراعية على أساسها المادي، وهو ما لم يحدث.
بموجب القرار رقم 006/2002 - CONSUNI المؤرخ 16 أغسطس 2002، والذي وافق على التعديلات والتغييرات على اللائحة العامة للاتحاد، تتلقى الوحدة الاسم الحالي لـ Escola Agrícola de Jundiaí.
في 19 ديسمبر 2007، من خلال القرار رقم 11/2007 - CONSUNI، تغيرت Escola Agrícola de Jundiaí من كونها جهازًا تكميليًا إلى وحدة أكاديمية متخصصة في العلوم الزراعية، مدمجة مع الهيكل الأكاديمي والإداري للجامعة.
يتم تعريفه بموجب شروط الفن. 9 من النظام الأساسي للجامعة، كوحدة للتدريس والبحث والأنشطة الإرشادية في العلوم الزراعية، ويهدف إلى التكامل بين مختلف المجالات الفرعية للمعرفة من خلال تحسين التدريس المقدم، الأمر الذي يتطلب قواعد هيكلة ومجموعات وأبحاث تهدف بشكل خاص إلى التطور التكنولوجي لسلاسل الإنتاج الغذائي الزراعي والصناعي الزراعي.
النية المعبر عنها في الفن. 2 من القرار المذكور أعلاه هو أن الوحدة الأكاديمية ستصبح على المدى المتوسط والطويل مركزًا للتميز في العلوم الزراعية، مما يتطلب تنفيذ دورات تدريبية تقنية جديدة على المستويات المتوسطة، ودورات البكالوريوس والدراسات العليا في نفس المجال من المعرفة.

## معهد ادموند وليلي سافرا الدولي لعلوم الأعصاب
جاءت الفكرة من قبل عالم الأعصاب ميغيل نيكوليلس، ومعهد دومون سانتوس (معهد سانتوس دومون - ISD) تسعى إلهام في الشكل ومبدع ومبتكر من سانتوس دومون، والد الطيران واحدا من أعظم العلماء البرازيليين في جميع الأوقات. تم اختيار شمال شرق البرازيل عن قصد لكي يعمل المعهد على تعزيز التنمية البشرية والاجتماعية والمالية لهذه المنطقة. تعتبر المؤسسة المسؤولية الاجتماعية والابتكار بمثابة محركات لجميع إجراءات التدريس والبحث والإرشاد التي تم تطويرها في مجالات التعليم وعلوم الأعصاب والهندسة العصبية وصحة الأم والطفل وكذلك في إعادة التأهيل.
المرسوم الرئاسي البرازيلي الصادر في 27 فبراير 2014، مؤهل المعهد كمنظمة اجتماعية. هذا النوع الفريد من الشراكة بين القطاعين العام والخاص يمكّن الحكومة من تمويل منظمة غير ربحية لأداء خدمات للمصلحة العامة. حاليًا، يطور المعهد أنشطته من خلال عقد إدارة الموقع مع وزارة التعليم البرازيلية (MEC).
أقام المعهد شراكة مهمة مع الجامعة الفيدرالية في ريو غراندي دو نورتي لتوحيد الجهود في العديد من المشاريع. لدى المعهد أيضًا شراكة مع مؤسسات أخرى في دول أخرى مثل الولايات المتحدة الأمريكية واسكتلندا واليابان وفرنسا والمكسيك والبرتغال والسويد وسويسرا. منذ عام 2013 يروج المعهد لدرجة الماجستير البرازيلية الأولى في الهندسة العصبية، ويسعى البرنامج إلى تدريب المهنيين المتميزين الذين ينتقلون بين القطاعات الأكاديمية والتجارية (العامة أو الخاصة)، مع توضيح علوم الأعصاب بالهندسة. يجب أن يكون هذا الباحث المستقبلي مؤهلًا جيدًا في المجالات العلمية والسياسية والأخلاقية والاجتماعية، بالإضافة إلى تطوير المهارة للعمل في فرق متعددة التخصصات ومتعددة التخصصات.
تم تصميم هيكل البرنامج لسد الحواجز بين الدورات الجامعية في المجالات الدقيقة والبيولوجية والبشرية. هناك حاجة حقيقية للتدريب متعدد التخصصات في البرازيل وخاصة في المنطقة الشمالية الشرقية.
دورة درجة الماجستير IIN-ELS مجانية، ومدتها 24 شهرًا ومجال تركيزها هو الهندسة الطبية الحيوية. عملية التقديم مفتوحة مرتين في السنة.

## أكاديميون

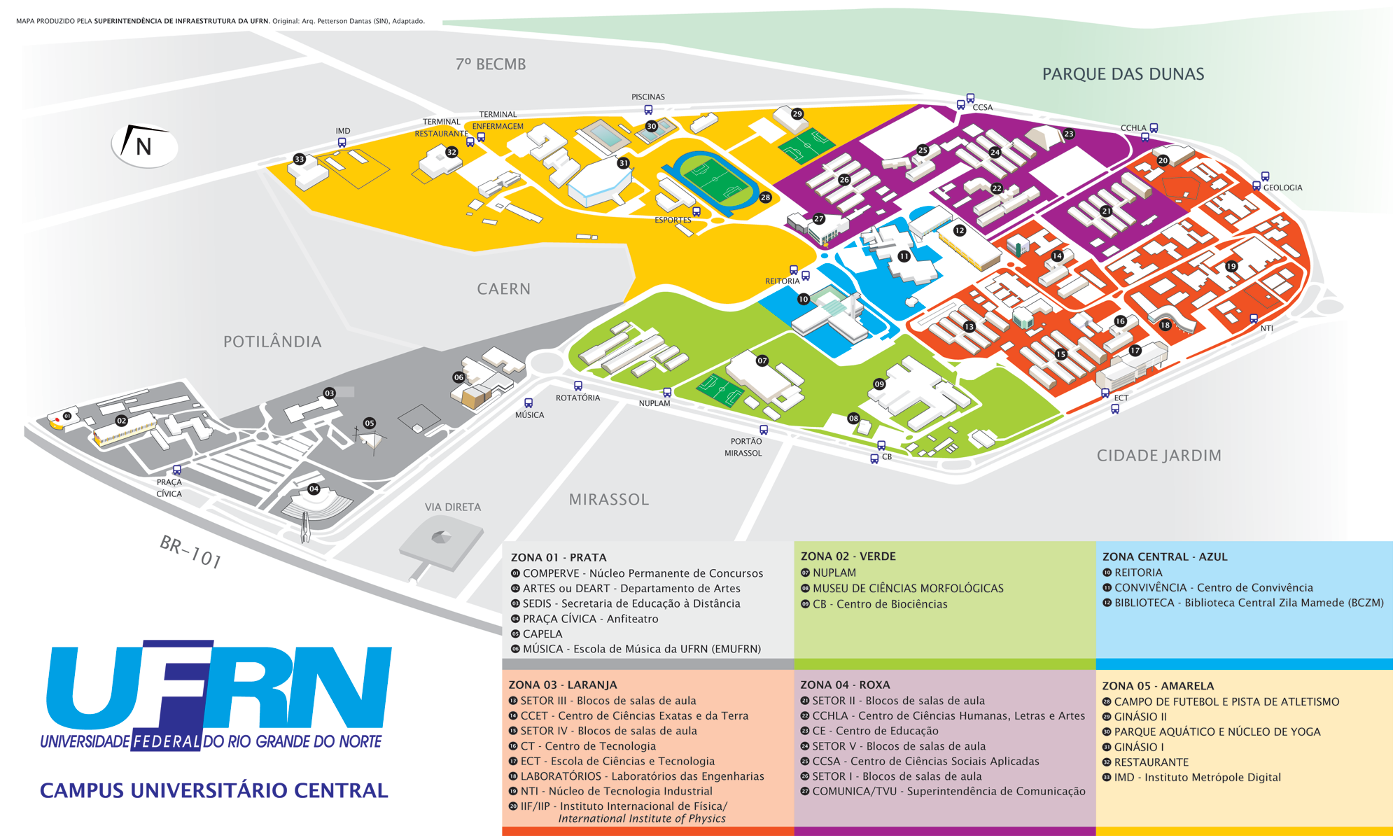
خريطة حرم ناتال

في السبعينات، بدأ البناء في الحرم الجامعي المركزي بين مناطق لاغوا نوفا وكابيم ماسيو ونوفا ديسكوبيرتا، والتي تضم معظم مرافق الجامعة في العاصمة. بالإضافة إلى الفصول المختلفة والقاعات والمختبرات والمكتبات، يوجد في الحرم المركزي مركز تعايش يضم مطاعم وفروع مصرفية ومحلات لبيع الكتب ومعرض فني ومكتب بريد. في مبنى ريكتوري يوجد مكتب رئيس الجامعة، والأقسام وجميع قطاعات الإدارة المركزية. وهي مقسمة إلى مركز العلوم البيولوجية (CB)، ومركز العلوم الإنسانية والآداب والفنون (CCHLA)، ومركز العلوم الدقيقة والأرضية (CCET)، ومركز العلوم الاجتماعية التطبيقية (CCSA)، ومركز التعليم (CE) ومركز الصحة. العلوم (CCS)، كلية العلوم الصحية في ترايري (FACISA)، مركز التعليم العالي في سيريدو (CERES).
الجامعة هي المركز الرئيسي لدراسة علم الزلازل في البلاد. بالإضافة إلى ذلك، يوجد بالجامعة دورة دراسات عليا في الأنظمة المعقدة المطبقة على علوم الحياة، وهي الدورة الوحيدة في أمريكا اللاتينية. انتخبت رابطة المحامين البرازيلية (OAB) دورة قانون الجامعة باعتبارها ثالث أفضل دورة في البلاد، كما تلقت الجامعة الفيدرالية في ريو غراندي دو نورتي (UFRN) أفضل تقييم بين مؤسسات التعليم العالي في المناطق الشمالية والشمالية الشرقية وفقًا لـ فهرس المقرر العام (IGC). شغل هذا المنصب سابقًا من قبل جامعة بيرنامبوكو الفيدرالية (UFPE).
في الآونة الأخيرة، يروج المعهد الدولي لعلوم الأعصاب إدموند وليلي سافرا، IIN-ELS، منذ عام 2013، أول برنامج درجة ماجستير برازيلي في الهندسة العصبية معتمد من قبل الحكومة البرازيلية / CAPES.

### الترتيب
الجامعة هي المركز الرئيسي لدراسة علم الزلازل في البلاد. بالإضافة إلى ذلك يوجد بالجامعة دورة الدراسات العليا في النظم المعقدة المطبقة على علوم الحياة، وهي الدورة الوحيدة في أمريكا اللاتينية.
في طبعة 2009.3 انتخبت رابطة المحامين البرازيلية (UAB) كلية الحقوق التابعة للجامعة (حرم كايكو) كثالث أفضل كلية في البلاد.
حصلت الجامعة الفيدرالية في ريو غراندي دو نورتي (UFRN) على أفضل تقييم بين مؤسسات التعليم العالي في المناطق الشمالية والشمالية الشرقية، من خلال المؤشر العام للدورات (IGC). كانت الجامعة الفيدرالية في بيرنامبوكو (UFPE) تشغل هذا المنصب من قبل.
في الترتيب المنشور في فبراير 2013 بواسطة ويب موتريكس، احتلت الجامعة المرتبة 31 من بين 100 جامعة في أمريكا اللاتينية. توضح القائمة المؤسسات وفقًا لوجودها وتأثيرها على الويب، بالإضافة إلى وضوح وجودة المحتوى المنشور.
يقدم مركز العلوم الصحية وهو جزء من الجامعة أيضًا ثاني أفضل درجة طبية في المناطق الشمالية والشمالية الشرقية من البرازيل، وفقًا لتصنيف الجامعات البرازيلية Rank Universitário Folha (RUF) في عام 2017.

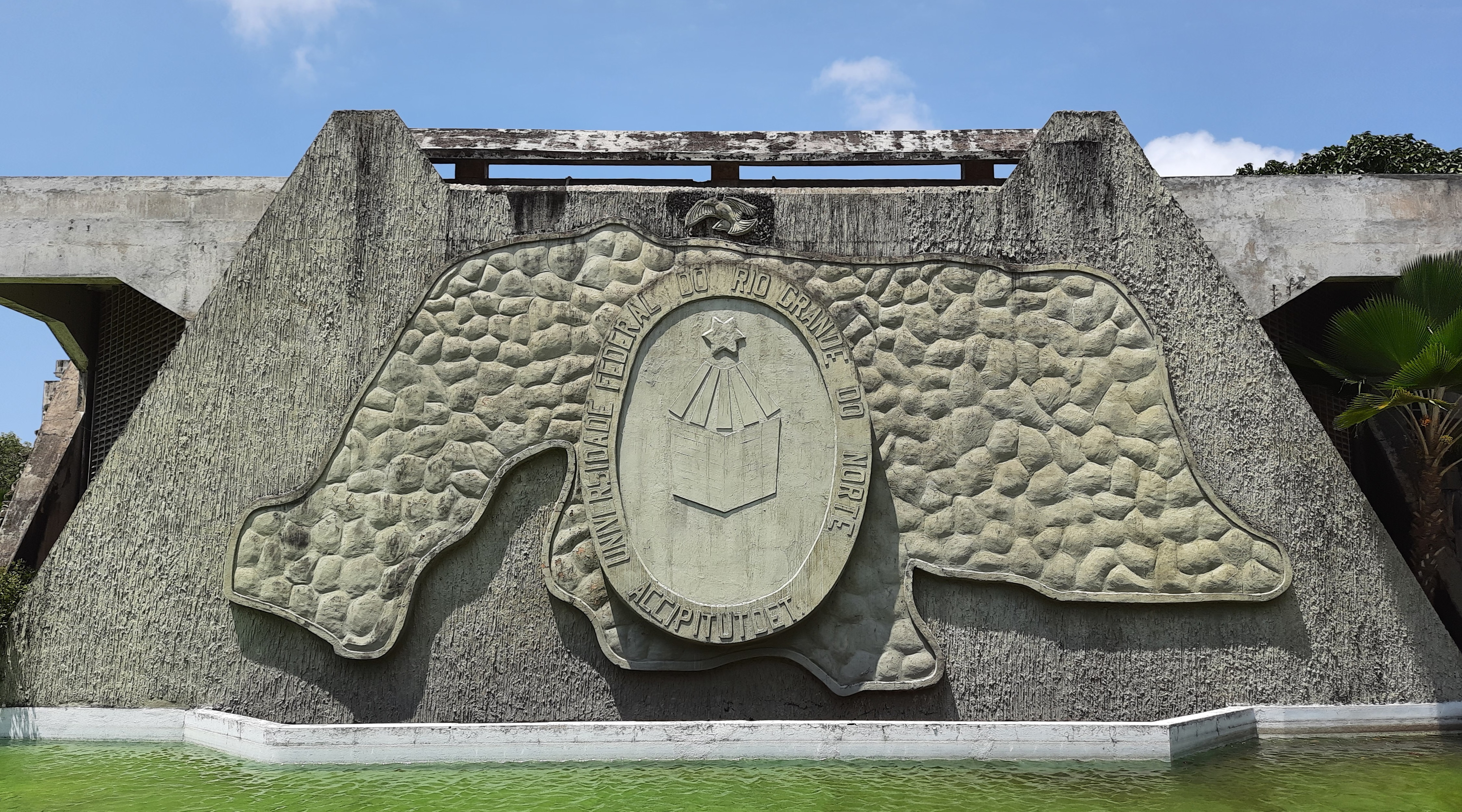
بناء "متحف الفن أبراهام بالاتنيك"

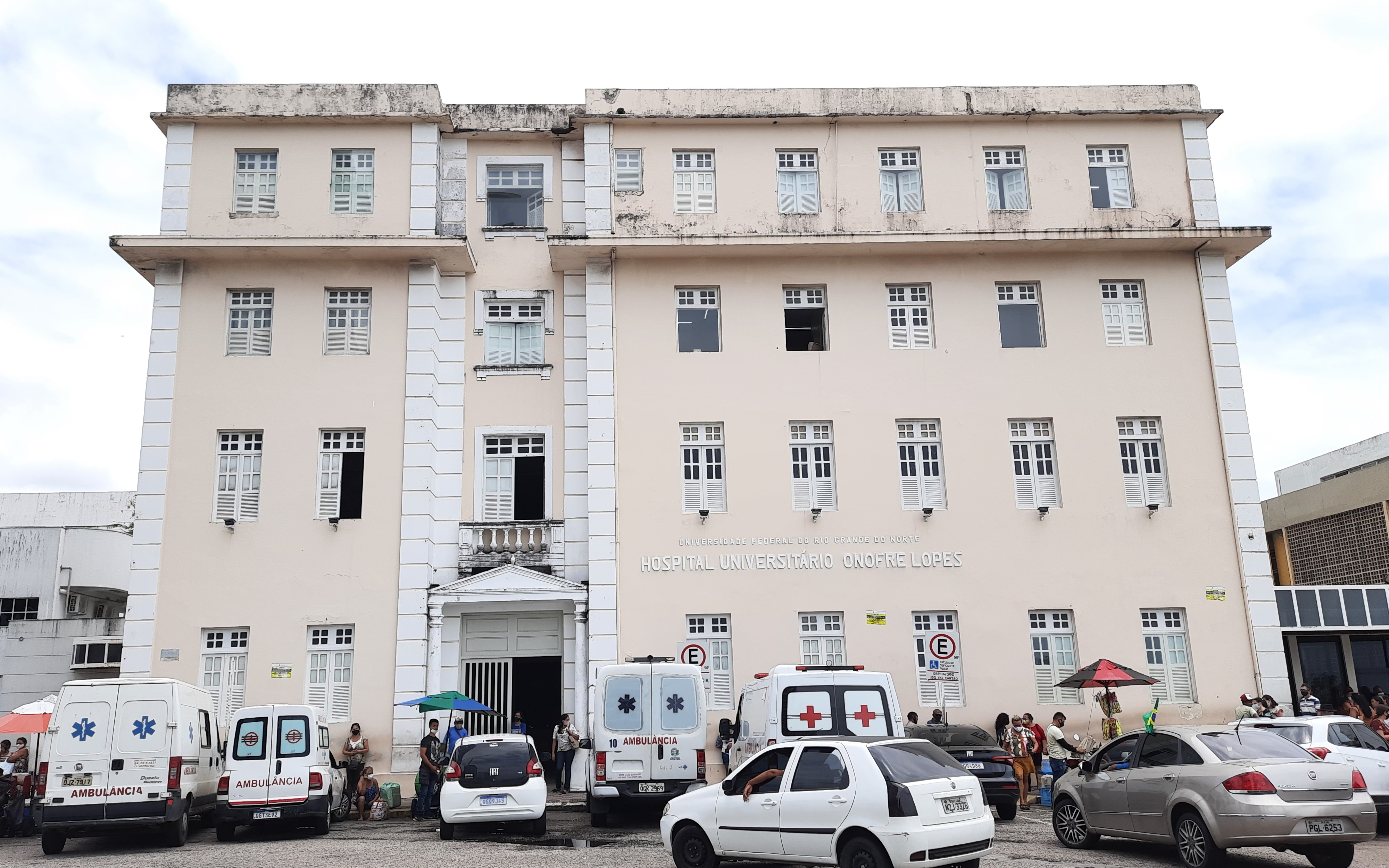
مدخل المستشفى الجامعي أونوفر لوبيز القديم

### المستشفيات
تدير الجامعة أيضًا ثلاث مستشفيات جامعية كبيرة في مدينة ناتال حيث يقع الحرم الجامعي المركزي، بما في ذلك مستشفى جامعة أونوفر لوبيز التابع للجامعة الفيدرالية في ريو غراندي دو نورتي (HUOL-UFRN) وهو أكبر مستشفى في الولاية، حيث يقع مختبر الابتكار التكنولوجي في الصحة (LAIS)، كما تتم إدارة مستشفى دي بيدياتريا دا الجامعة الاتحادية في ريو غراندي دو نورتي من قبل الجامعة وكذلك مدرسة الأمومة Januário Cicco - MEJC. بالإضافة إلى ذلك تعتبر كلية الطب في الجامعة واحدة من أفضل الكليات في البلاد، وعادة ما تتنافس على المركز الأول في المناطق الشمالية والشمالية الشرقية من البلاد مع جامعة بيرامبوكو الفيدرالية (UFPE).

### المتاحف
تدير الجامعة أيضًا أربعة متاحف في جميع أنحاء الولاية.

## قائمة المستشارين
1. أونوفر لوبيز دا سيلفا (1959-1971)
2. جيناريو ألفيس دا فونسيكا (1971-1975)
3. دومينغوس جوميز دي ليما (1975-1979)
4. ديوجينس دا كونها ليما فيلهو (1979-1983)
5. جينيبالدو باروس (1983 أ 1987)
6. دالاديير بيسوا كونها ليما (1987 a 1991)
7. جيرالدو كيروز (1991 a 1995)
8. خوسيه إيفونيلدو دو ريغو (1995-1999)
9. أوتوم أنسيلمو دي أوليفيرا (1999-2003)
10. خوسيه إيفونيلدو دو ريغو (2003-2007)
11. خوسيه إيفونيلدو دو ريغو (2007-2011)
12. أنجيلا ماريا بايفا كروز (2011-2015)
13. أنجيلا ماريا بايفا كروز (2015-2019)
14. خوسيه دانيال دينيز ميلو (2019-2023)

## روابط خارجية
- باللغة الإنجليزية Official Website